# 斯沃博德内 (阿穆尔州)
斯沃博德内（羅馬化：Svobodnyy，直译：“自由”）是俄罗斯阿穆尔州的一座城市。位于布拉戈维申斯克（海兰泡）以北167公里处，结雅河沿岸。人口63,889人（2002年人口普查）。
20世紀初期，許多韓僑因為日本殖民朝鮮而流亡本市，並稱之為「自由市」（韓語：자유시）。冷戰時期，这里曾设有航天发射场，但现在已经关闭。